# 386528 Walterfürtig
386528 Walterfürtig è un asteroide della fascia principale esterna. Scoperto nel 2009, presenta un'orbita caratterizzata da un semiasse maggiore pari a 2,856369 UA e da un'eccentricità di 0,085986, inclinata di 4,810930° rispetto all'eclittica.
Fa parte della famiglia di asteroidi Charis.
Walter Fürtig è stato un astronomo dell'Osservatorio Sonneberg . 